# Амхарский язык
Амха́рский язы́к (самоназвание — አማርኛ МФА: [amarɨɲɲa]о файле) — язык народа амхара; относится к семитскому семейству языков; государственный язык Эфиопии (по конституции, имеет статус рабочего языка правительства). Число говорящих на амхарском языке в Эфиопии — ок. 25 млн чел. (оценка 2003 г.). Распространён также среди некоторых народностей сопредельных стран (в Эритрее, Сомали и в восточных районах Судана).

## Классификация
Амхарский язык является одним из эфиосемитских языков (южная подгруппа), входящих в семитскую группу, хотя и обладает рядом отличий и в большей степени подвергся кушитизации.

## Диалекты
В амхарском языке условно выделяются три слабо отличающихся друг от друга диалекта: шоанский, годжамский и гондарский.

## История
Зачатки амхарской литературы восходят к XIV—XV векам (записи военных песен, исторических событий и пр.). В качестве литературного амхарский язык начал развиваться с конца XIX века и особенно с 1940—1950-х годов. Ранее, до XVII века эфиопская литература развивалась на древнеэфиопском языке геэз. Первыми исследователями амхарского, составившими в 1680-х первую грамматику и словарь языка, были Хиоб Лудольф и Абба Горгорис.
В настоящее время амхарский язык является официальным языком в Эфиопии. По данным переписи 2007 года, на амхарском говорят 21,6 миллиона человек в Эфиопии, включая 4 миллиона человек, для которых амхарский язык является вторым языком. Кроме того, на амхарском языке говорят 3 миллиона эмигрантов за пределами Эфиопии. Большинство эфиопских еврейских общин в Эфиопии и Израиле говорят на амхарском языке. В Вашингтоне (округ Колумбия) амхарский язык стал одним из шести неанглийских языков в Законе о доступе к языкам 2004 года, который разрешает государственные услуги и образование на амхарском языке. Кроме того, амхарский язык считается священным языком растафарианства и широко используется среди его последователей во всём мире. Это самый распространённый язык на Африканском Роге.

## Письменность
Письменность на основе слогового эфиопского письма с дополнительными знаками, образованными для передачи особых амхарских звуков, а также отсутствием традиционного разделения слов двумя точками. Первые известные записи на амхарском языке («военные песни») датируются XIV в.
Написание в амхарском языке — слева направо.
|    | ä | u | i | a | e | ə | o |
| -- | - | - | - | - | - | - | - |
| ɦ  | ሀ | ሁ | ሂ | ሃ | ሄ | ህ | ሆ |
| l  | ለ | ሉ | ሊ | ላ | ሌ | ል | ሎ |
| ħ  | ሐ | ሑ | ሒ | ሓ | ሔ | ሕ | ሖ |
| m  | መ | ሙ | ሚ | ማ | ሜ | ም | ሞ |
| ɬ  | ሠ | ሡ | ሢ | ሣ | ሤ | ሥ | ሦ |
| r  | ረ | ሩ | ሪ | ራ | ሬ | ር | ሮ |
| s  | ሰ | ሱ | ሲ | ሳ | ሴ | ስ | ሶ |
| ʃ  | ሸ | ሹ | ሺ | ሻ | ሼ | ሽ | ሾ |
| qʼ | ቀ | ቁ | ቂ | ቃ | ቄ | ቅ | ቆ |
| b  | በ | ቡ | ቢ | ባ | ቤ | ብ | ቦ |
| t  | ተ | ቱ | ቲ | ታ | ቴ | ት | ቶ |
| ʧ  | ቸ | ቹ | ቺ | ቻ | ቼ | ች | ቾ |
| χ  | ኀ | ኁ | ኂ | ኃ | ኄ | ኅ | ኆ |
| n  | ነ | ኑ | ኒ | ና | ኔ | ን | ኖ |
| ɲ  | ኘ | ኙ | ኚ | ኛ | ኜ | ኝ | ኞ |
| ʔ  | አ | ኡ | ኢ | ኣ | ኤ | እ | ኦ |
| k  | ከ | ኩ | ኪ | ካ | ኬ | ክ | ኮ |
| x  | ኸ | ኹ | ኺ | ኻ | ኼ | ኽ | ኾ |
| w  | ወ | ዉ | ዊ | ዋ | ዌ | ው | ዎ |
| ʢ  | ዐ | ዑ | ዒ | ዓ | ዔ | ዕ | ዖ |
| z  | ዘ | ዙ | ዚ | ዛ | ዜ | ዝ | ዞ |
| ʒ  | ዠ | ዡ | ዢ | ዣ | ዤ | ዥ | ዦ |
| j  | የ | ዩ | ዪ | ያ | ዬ | ይ | ዮ |
| d  | ደ | ዱ | ዲ | ዳ | ዴ | ድ | ዶ |
| ʤ  | ጀ | ጁ | ጂ | ጃ | ጄ | ጅ | ጆ |
| g  | ገ | ጉ | ጊ | ጋ | ጌ | ግ | ጎ |
| tʼ | ጠ | ጡ | ጢ | ጣ | ጤ | ጥ | ጦ |
| ʧʼ | ጨ | ጩ | ጪ | ጫ | ጬ | ጭ | ጮ |
| pʼ | ጰ | ጱ | ጲ | ጳ | ጴ | ጵ | ጶ |
| ʦʼ | ጸ | ጹ | ጺ | ጻ | ጼ | ጽ | ጾ |
| ƛʼ | ፀ | ፁ | ፂ | ፃ | ፄ | ፅ | ፆ |
| ɸ  | ፈ | ፉ | ፊ | ፋ | ፌ | ፍ | ፎ |
| p  | ፐ | ፑ | ፒ | ፓ | ፔ | ፕ | ፖ |

## Лингвистическая характеристика

### Фонетика и фонология
Фонетическая система амхарского языка отличается наличием 7 гласных и 28 согласных фонем, в том числе одного фарингального h и ларингального ʔ. Существуют глоттализованные согласные k, t; аффрикаты ç, č, соответствующие фарингализованным (эмфатическим) в семитских языках Азии.
|             |                  | Губные     | Зубные     | Палатально-альвеолярные Палатальные | Велярные  | Глоттальные |
| ----------- | ---------------- | ---------- | ---------- | ----------------------------------- | --------- | ----------- |
| Взрывные    | Глухие           | p          | t          |                                     | k         | ʔ (ʾ)       |
| Взрывные    | Звонкие          | b          | d          |                                     | g         |             |
| Взрывные    | Смычно-гортанные | pʼ (p', p̣) | tʼ (t', ṭ) |                                     | kʼ (q, ḳ) |             |
| Аффрикаты   | Глухие           |            |            | ʧ (č)                               |           |             |
| Аффрикаты   | Звонкие          |            |            | ʤ (ǧ)                               |           |             |
| Аффрикаты   | Смычно-гортанные |            | ʦ' (s')    | ʧʼ (č', č̣)                          |           |             |
| Фрикативные | Глухие           | f          | s          | ʃ (š)                               |           | h           |
| Фрикативные | Звонкие          |            | z          | ʒ (ž)                               |           |             |
| Носовые     | Носовые          | m          | n          | ɲ (ñ)                               |           |             |
| Плавные     | Плавные          | w          | l          | j (y)                               |           |             |
| Дрожащие    | Дрожащие         |            | r          |                                     |           |             |

| Подъём/ряд | Передний | Средний | Задний |
| ---------- | -------- | ------- | ------ |
| Верхний    | i        | ɨ (ə)   | u      |
| Средний    | e        | ə (ä)   | o      |
| Нижний     |          | a       |        |

### Морфология
В амхарском языке сохранились породы и словопроизводство на основе трёхсогласного корня, прерывистых аффиксов, флексии корня, однако наибольшее распространение имеет суффиксальное словообразование.

### Синтаксис
Порядок слов типичен для кушитских языков: определение (в том числе придаточное предложение) предшествует определяемому, сказуемое располагается в конце фразы.

## Википедия на амхарском языке
Существует раздел Википедии на амхарском языке («Википедия на амхарском языке»), первая правка в нём была сделана в 2002 году. По состоянию на 10:14 (UTC) 16 июля 2025 года раздел содержит 15 440 статей (общее число страниц — 46 384); в нём зарегистрировано 51 694 участника, один из них имеет статус администратора; 55 участников совершили какие-либо действия за последние 30 дней; общее число правок за время существования раздела составляет 385 658.

### Пособия
- Титов Е. Г. Современный амхарский язык. — М.: Наука, 1971. — 157 с.
- Титов Е. Г. Грамматика амхарского языка. — М.: Наука, Главная редакция восточной литературы, 1991. — 319 с. — 800 экз.
- Юшманов Н. В. Строй амхарского языка. — Л.: Ленингр. науч.-иссл. ин-т языкознания, 1936. — 40 с.
- Юшманов Н. В. Амхарский язык. — [2-е изд. доп.]. — М.: Издательство восточной литературы, 1959. — 50 с. — (Языки зарубежного Востока и Африки). — 1000 экз.
- Инструкция по русской передаче географических названий Эфиопии / Гл. упр. геодезии и картографии при Совете Министров СССР. Сост. Е. В. Горовая; Ред. Э. Б. Ганкин.. — М.: [б. и.], 1971. — 50 с.
- Cohen, Marcel. Traité de langue amharique (Abyssinie). — P.: Institut d'ethnologie, 1936; 1970.
- Hartmann, Josef. Грамматика амхарского языка. = Amharische Grammatik. — Wiesbaden: Steiner, 1980. — 503 p. — (Äthiopische Forschungen).

### Словари
- d’Abbadie A. T. Dictionnaire de la langue amariñña. Actes de la Société philologique, t. 10. Paris, 1881
- Ганкин Э. Б. Амхарско-русский словарь М., 1969;
- Leslau W. Concise Amharic Dictionary. Wiesbaden, 1976;
- Kane Th. L. Amharic-English Dictionary, Wiesbaden, 1990.
- On-Line словарь амхарского языка. Архивировано из оригинала 10 апреля 2009 года.